# Adolf Erik Nordenskiöld
Nils Adolf Erik Nordenskiöld, född 18 november 1832 i Helsingfors, Finland, död 12 augusti 1901 på Dalbyö i Västerljungs socken, Södermanland, var en finlandssvensk friherre, geolog, mineralog, polarfarare och upptäcktsresande. Han var ledamot av Svenska Akademien samt även ledamot av Sveriges riksdag.
Nordenskiöld är mest känd som utforskare av Norra ishavet, genom ett antal expeditioner till bland annat Svalbard, Novaja Zemlja och Grönland. 1878–1879 genomfördes under Vegaexpeditionen den första genomseglingen av Nordostpassagen.

## Biografi

### Tidiga år, studier
Nordenskiöld var son till Nils Gustaf Nordenskiöld och Margaretha Sophia Haartman samt dotterson till Lars Gabriel von Haartman. Han gifte sig 1863 med friherrinnan Anna Maria Mannerheim och var således ingift farbror till Gustaf Mannerheim. Han ligger begravd på Västerljungs kyrkogård. Han var vidare farbror till Erik Nordenskiöld.
Efter studentexamen 1849 studerade Nordenskiöld vid universitetet i Helsingfors, där han disputerade för filosofie doktorsgrad våren 1857. Karriären i Finland fick ett abrupt slut sedan Nordenskiöld hållit ett festtal som upprörde de ryska myndigheterna. Nordenskiöld var både liberal och finsk nationalist. Han hoppades att Finland skulle kunna göra sig fritt från Ryssland vilket knappast var populärt hos den ryska överheten. Redan innan hade han av Friedrich Wilhelm Rembert von Berg tilldelats ett disciplinärt straff för att tillsammans med vänner ha uttryckt missnöje över att Sverige inte försökt befria Finland medan Ryssland var upptaget av Krimkriget, och efter detta nya tal dömdes han till att göra offentlig avbön eller landsförvisas. Han valde då det senare och bosatte sig 1858 i Stockholm.
Efter att ha kommit till Sverige blev Nordenskiöld 1858 professor vid Naturhistoriska riksmuseets mineralogiska avdelning. Försök gjordes 1867 och 1874 att återvärva Nordenskiöld som professor till Finland, men han avböjde. 1860–1878 var han även lärare i geologi och mineralogi vid Teknologiska institutet.

### Svalbard och Grönland
Nordenskiöld styrde fem forskningsresor till Svalbard mellan åren 1858 och 1873 och en expedition till Västgrönland 1870. Hans två första expeditioner skedde under ledning av Otto Torell, men de senare ledde han självständigt. Bland hans tidiga arbeten märks Geografisk och geognostisk beskrifning öfver ö. delarna af Spetsbergen och Hinlopen strait (1863), Utkast till Spetsbergens geologi (1866) samt några tillsammans med Nils Dunér författade arbeten.
Då Nordenskiöld planerade sin tredje egna Svalbardsexpedition, Svenska Spetsbergenexpeditionen 1868, visade sig att inga statliga medel stod till buds. Han vände sig därför till dåvarande landshövdingen i Göteborg Albert Ehrensvärd som lyckades intressera Oscar Dickson för saken, och därigenom inleddes ett frikostigt och sällsynt mecenatskapsförhållande mellan Dickson och Nordenskiöld, som kom att finansiera flertalet av Nordenskiölds fortsatta expeditioner.
Under Nordenskiölds Grönlandsexpedition 1870, som företogs i huvudsaklig avsikt att studera inlandsisen, påträffades vid Ovifak på Diskoön 15 block av nickelhaltigt järn. Det största blocket som vägde omkring 22 ton finns numera på Naturhistoriska riksmuseet. Två mindre, vägande 6,5 respektive 4 ton överlämnades till Köpenhamns och Helsingfors universitet. Ett ytterligare litet block finns på Göteborgs naturhistoriska museum. Man trodde ursprungligen att dessa block var meteoriter. Man hade dock redan vid undersökningen konstaterat att basalten på ön innehöll mindre mängder gediget järn. Nya undersökningar av Knud Steenstrup bekräftade detta, och efter förnyade metallografiska undersökningar av Carl Benedicks 1910 har blockens ursprung i den ovanliga berggrunden bekräftats.
Under Spetsbergenexpeditionen 1872, för vars vetenskapliga resultat Nordenskiöld redogjorde i Utkast till Isfjordens och Belsounds geologi (1874–1875) hade han räknat med möjligheten att nå Nordpolen men hindrades av is. Tidigt hade Nordenskiöld intresserat sig för Willem Barents teorier om att det på grund av de många strömmande floderna med förhållandevis varmt vatten som från Europa och Asien faller ut i Ishavet borde finnas en isfri ränna längs kusten. Nordenskiöld upptog denna teori med tillägg om att jordens rotation borde skapa en östgående ström som stärkte denna ström. Han lät under denna expedition bygga Svenskhuset, som var avsett som en första del av en investering i fosfatutvinning vid Isfjorden.

### Resor mot nordost
År 1875 genomfördes en första expedition till Jenisej och Novaja Zemlja, där man med ett litet fiskefartyg från Tromsö nådde fram till Novaja Zemlja och därefter över det arktiska Karahavet till Jenisejs mynning. Fartyget dirigerades runt Novaja Zemlja men kunde inte genomföra färden utan återvände hem. Själv företog han en båtfärd uppför Jenisej och fann att Sibirien inte i sin helhet är ett öde tundraland, vilket då var den vanliga föreställningen, utan delvis ytterst värdefullt ur kommersiell synpunkt. Efter att ha återvänt landvägen lade han fram sina slutsatser, men möttes med mycken skepsis.
För att bemöta kritiken gjorde han året därpå en ny expedition till samma områden och hemförde en last av saluvaror på sitt expeditionsfartyg. Genom sina resor kunde Nordenskiöld påvisa möjligheten för varutransporter från Jenisej och Obs mynningar.
Hans främsta mål förblev dock att finna nordostpassagen. Med Vegaexpeditionen, resan med skeppet Vega från 1878 till 1880, fann han denna passage, något som kom att bli den gärning han blev mest känd för.

### Vegaexpeditionen

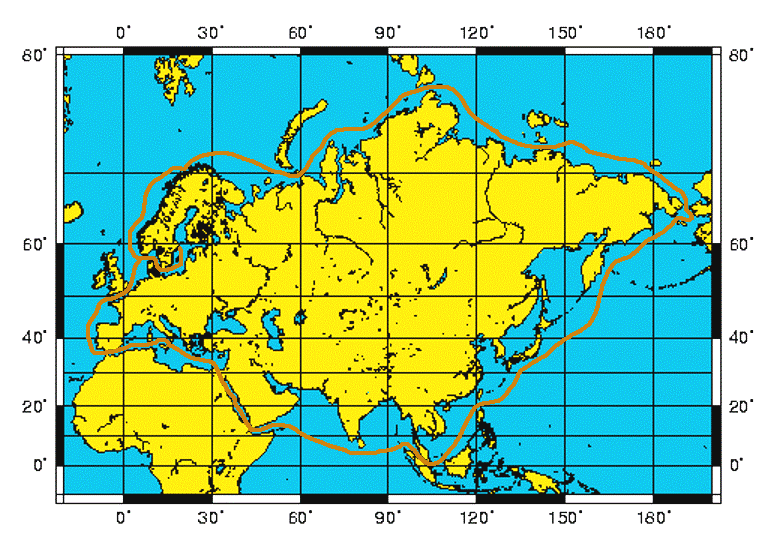
Nordenskiölds resa.

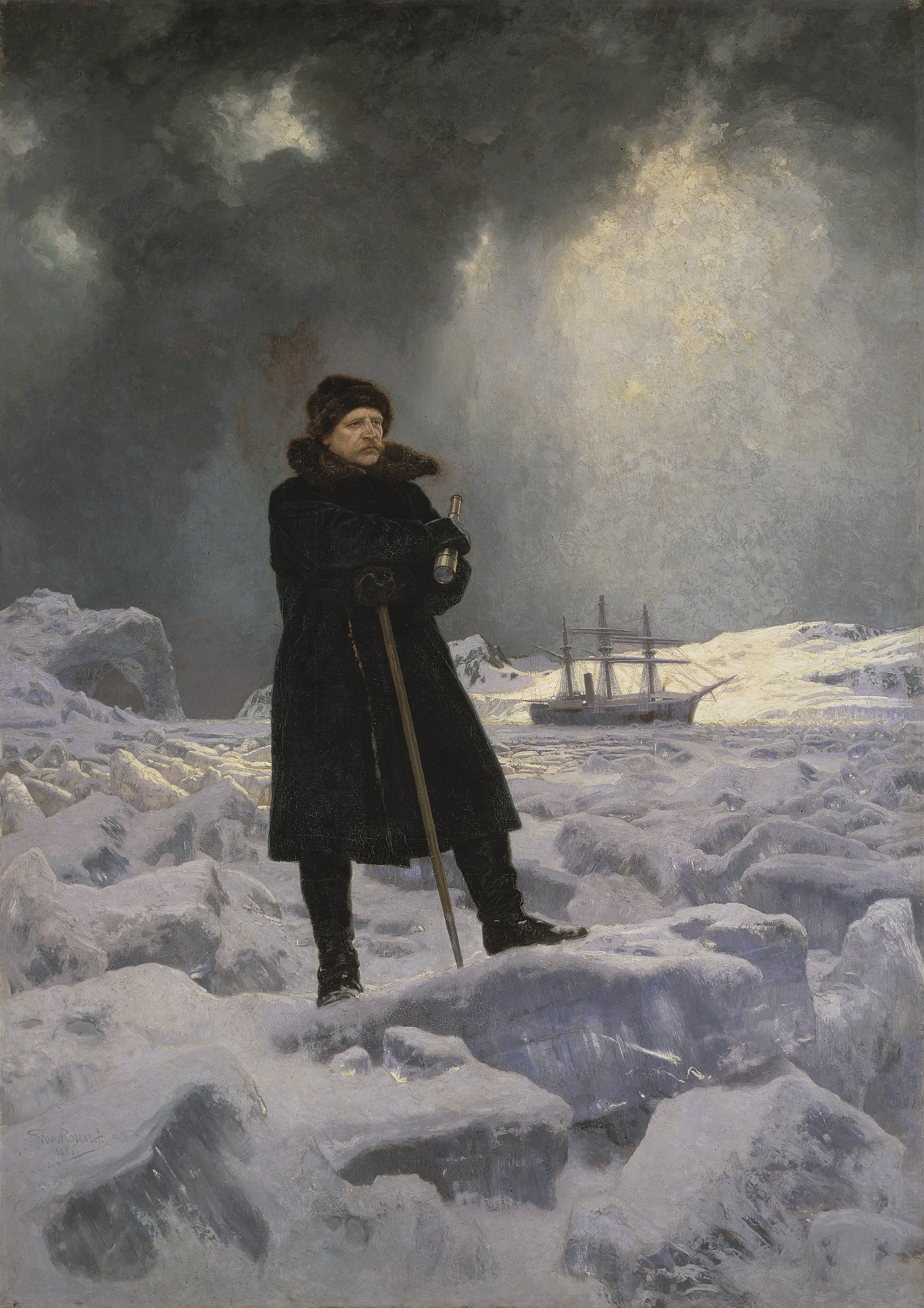
Upptäcktsresanden A.E. Nordenskiöld, målning 1886 av Georg von Rosen.

Efter en tid upphörde det statliga stödet till Nordenskiölds äventyr men denne fann då den privata mecenaten Oscar Dickson, som var grosshandlare. Med Dicksons ekonomiska bistånd fortsatte Nordenskiöld att göra flera expeditioner till det arktiska området. Han bar länge på ett intresse för att utforska möjligheten att färdas från Atlanten till Stilla havet genom att segla norr om Sibirien, den så kallade Nordostpassagen. Först 1878 fanns möjligheterna att göra slag i saken. Jämte Dickson stod kung Oscar II och Aleksandr Sibirjakov som finansiärer för vågspelet. Till sitt förfogande hade han ett ombyggt valfångstfartyg som hette Vega under befäl av löjtnant Louis Palander.
Fartyget Vega stävade ut från Tromsø den 21 juli 1878 och passerade Kap Tjeljuskin den 19 augusti, så långt allting väl. Men den 26 september frös det fast och såväl Nordenskiöld som hans fartyg blev sittande i tio månader i packisen. Tiden utnyttjades till forskning, främst etnologisk sådan. Man studerade tjuktjerna, ett isolerat folkslag man kom i kontakt med.
Till slut ändade äventyret ändå i triumf, då fartyget 18 juli 1879 kom loss och kunde segla de sista 100 sjömilen till Berings sund och fullborda sin resa till Stilla havet med alla resenärer i behåll. 20 juli passerade man Östkap och 2 september kunde man telegrafera från Yokohama om den lyckade färden.
Ryktet om bragden att ha funnit Nordostpassagen spred sig över världen och hemresan blev en triumffärd runt Asien och Medelhavet med slutstation i Stockholm den 24 april 1880. Hela Stockholm var i festyra då Vega anlände. På kungens order skulle Nordenskiöld inte gå i land på svensk mark förrän vid slottet. Där stod expeditionsmedlemmarnas initialer skrivna i eldskrift. Den nöjde finansiären och kungen, Oscar II, upphöjde Nordenskiöld till friherre och adlade Palander (som tog namnet Palander af Vega) för deras bedrifter. En skriftlig redogörelse för expeditionens öden, äventyr och rön gavs sedermera ut i fem band.
Syftet med att forcera nordostpassagen var att öppna den som handelsväg. Detta var innan transsibiriska järnvägen fanns. Drömmen gick dock aldrig i uppfyllelse. Vegafärden visade att den var omöjlig. Det som ansågs vara det bestående värdet av färden var istället de vetenskapliga undersökningar man gjorde – vilka egentligen inte var syftet, utan en konsekvens av fastfrysningen. Ett monument över det som blev känt som Vegaexpeditionen, bekostat genom en insamling till 50-årsminnet, står vid Naturhistoriska Riksmuseet i Stockholm och Nordenskiöld erhöll 1881 den första Vegamedaljen för denna bedrift.
Nordenskiöld var ledamot av Kungliga Vetenskapsakademien från 1861 och hedersledamot av Finska Vetenskaps-Societeten från år 1876. Han var kommendör av Nordstjärneordens storkors med briljanter.

### Senare expeditioner och verk

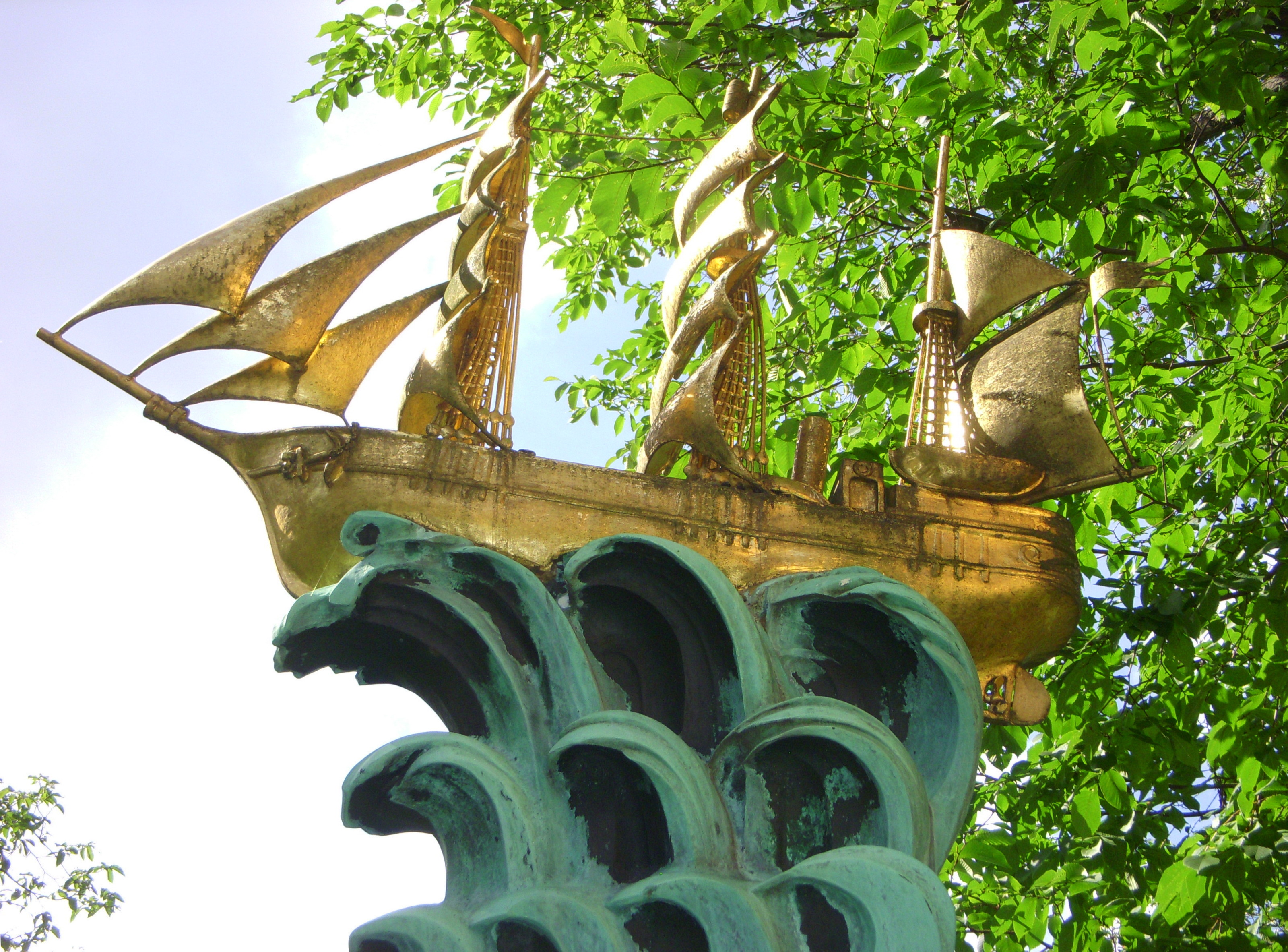
Vegamonumentet vid Stockholms gamla observatorium.

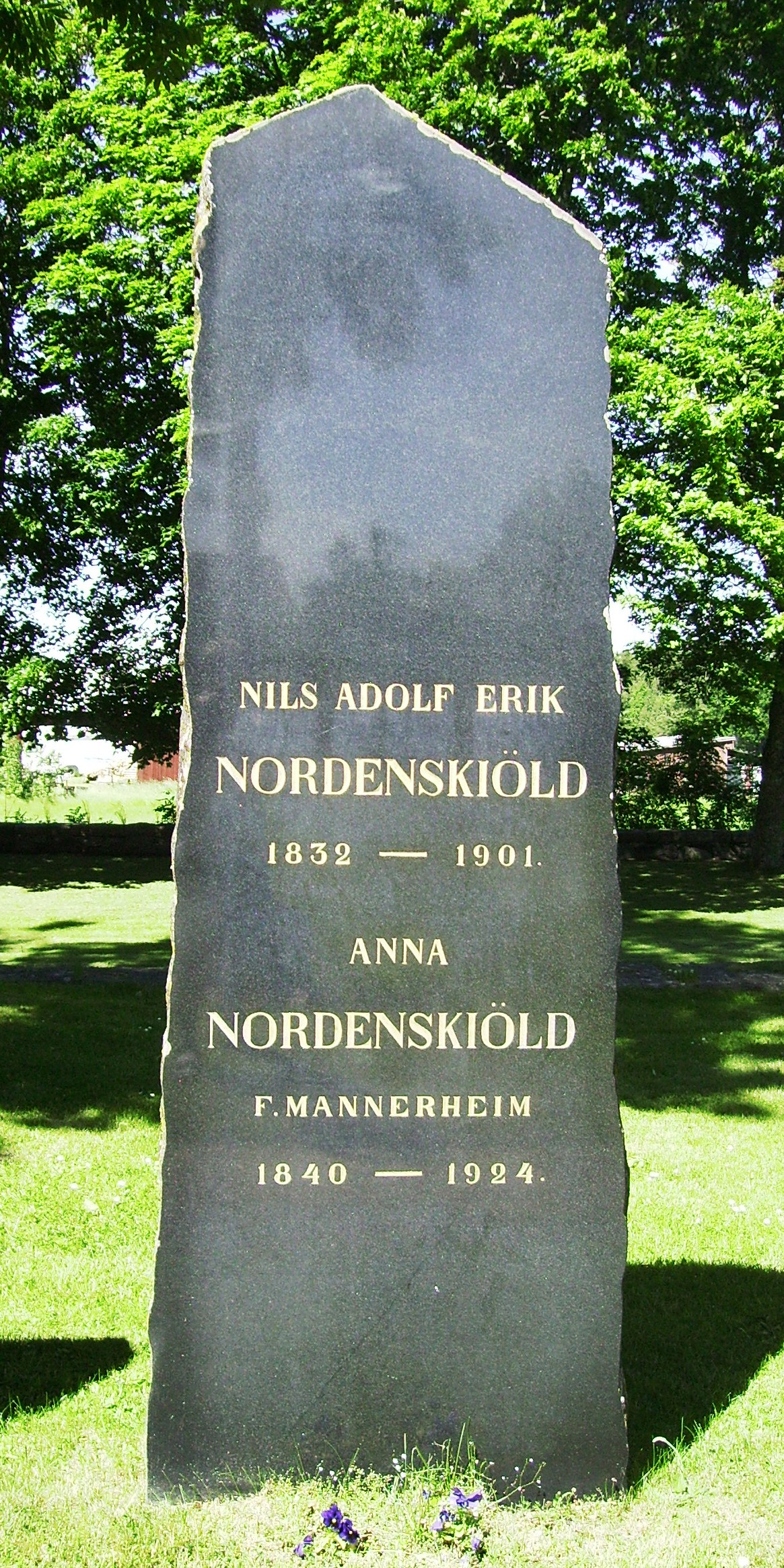
Gravvård på Västerljungs kyrkogård

Redan under Vegafärden uppgjorde Nordenskiöld planer på en ny expedition, Svenska Grönlandsexpeditionen 1883. Expeditionen genomfördes 1883 och resultaten publicerades 1885.
Resan gick till Grönlands inland, där Nordenskiöld hoppades finna isfri mark på andra sidan av inlandsisen. Det kunde han ju tyvärr inte göra eftersom det inte fanns någon sådan, så den fullständiga succén uteblev denna gång.
Nordenskiöld gjorde totalt tio polarexpeditioner, av vilka han själv ledde åtta. De två första expeditionerna ägde rum 1858 och 1861 under Torells ledning. Nordenskiöld besökte fem gånger Spetsbergen/Svalbard (1858, 1861, 1864, 1868, 1872–73 med övervintring), två gånger Grönland (1870, 1883), två gånger Jenisej (1875, 1876). År 1868 nådde Nordenskiölds expedition 81°42m, den nordligaste breddgrad ett fartyg dittills hade nått.
När Nordenskiöld inte ägnade sig åt upptäcktsresande och författande av resebeskrivningar, fördjupade han sig bland annat i mineralogi och i kartografins historia. 1870 publicerades Meteorstensfallet vid Hessle (om Hesslemeteoriten), 1877 publicerade han en artikel i "Nature" (om Ställdalenmeteoriten). 1889 gav han ut Facsimile atlas till kartografiens äldsta historia och 1897 Periplus, utkast till sjökortens och sjöböckernas äldsta historia. Han tilldelades Murchisonmedaljen 1900. Hans samling som efter hans död inköptes av Universitetsbiblioteket i Helsingfors blev 1997 klassificerat som ett världsminne.

### Politisk karriär
Nordenskiöld var ledamot av Sveriges riksdag i flera omgångar. Han var riksdagsledamot för ridderskapet och adeln vid 1862/63 samt 1865/66 års riksdagar och var därefter ledamot i andra kammaren för Stockholms stads valkrets åren 1870–1872, 1881–1887 samt 1891–1893. Åren 1870–1871 tillhörde han Nyliberala partiet men efter dess upplösning övergick han 1872 till Ministeriella partiet. Under 1880- och 90-talen tillhörde han inte någon partigrupp i riksdagen. I riksdagen var han bland annat vice ordförande i konstitutionsutskottet 1884–1885 samt vice ordförande i särskilda utskottet 1886 och 1891. Som riksdagspolitiker engagerade han sig främst i frågor om forskning och högre utbildning.

## Utmärkelser och ordnar
- Kommendör med stora korset av Nordstjärneorden.
- Vegamedaljen i guld – 24 april 1881
- Vegamedaljen i silver – 1880
- Asteroiden 2464 Nordenskiöld är uppkallad efter honom[18].
- Nordenskiöldsgatan, som löper från Bortre Tölö till Alphyddan och Böle i Helsingfors, är också uppkallad efter honom.[19]